# Ущельский Иовский монастырь
У́щельский И́овский монастырь — православный монастырь, располагавшийся в деревне Ущелье Лешуконского района Архангельской области.

## История
Основан в 1614 году соловецким иноком Иовом Ущельским. Местность, в которой был расположен монастырь, занимала почти центральный пункт Мезенско-Печорского края: сюда сходились и отсюда расходятся все местные пути сообщения и по суше, и по воде.
Монастырь был небогат и число братии было невелико, вследствие чего в 1764 году в ходе секуляризационной реформы монастырь закрыли, храм обращён в приписной, затем в приходской.
В 1901 году определением Святейшего Синода на месте бывшего монастыря открыта женская община, которую возглавила монахиня Магдалина (Пяткина).
В 1908 община преобразована в монастырь. Построены корпус келий, ряд хозяйственных построек.
В 1920 году монастырь был закрыт, в начале 1930-х годов монастырские постройки разобраны. Оставшиеся постройки к концу XX века разрушились.
В начале XXI века в Ущелье стала возрождаться церковная жизнь, над предполагаемым местом погребения преподобного Иова была поставлена деревянная часовня, в которой ежегодно 18 августа служат молебен преподобному Иову.

## Хронология событий
В 1622 г. на месте часовни возвели деревянный храм и братские кельи.
5 августа 1628 года, когда все были на сенокосе, а в обители оставался один Иов, на монастырь напали разбойники, которые требовали отдать им сокровища монастыря. Они пытали Иова и отрубили ему голову.
Монахи похоронили тело неподалёку от храма. Хотя после кончины Иова часть братии разошлась по другим монастырям, мужской монастырь продолжил своё существование.
В 1664 г. на месте сгоревшей Христорождественской церкви был заложен новый храм. А над местом погребения Иова — часовня.
В 1701 г. указом архиепископа Холмогорского Афанасия обветшавшая часовня была заменена новой, освещенной «во имя священномученика Иова, Ущельского чудотворца».
В 1741 г. в Ущельской обители жили иеромонах, 9 служителей и 29 «разночинцев».
В 1764 году во исполнение манифеста императрицы Екатерины Второй Ущельский мужской монастырь был упразднён. Братия перебралась в монастыри Архангельска. Храм и постройки обители перешли Усть-Вашкскому приходу.
12 апреля 1790 г. вышел Указ епископа Архангельского Вениамина. Предписывалось вместо часовни над мощами Иова построить церковь 8 декабря.
1794 г. церковь во имя праведного Иова Многострадального была освящена.
В 1837 г. храмы в честь Рождества Христова и во имя праведного Иова составили Ущельский приход.